# Курма
Курма (фр. Courmas) насеље је и општина у североисточној Француској у региону Шампањ-Арден, у департману Марна која припада префектури Ремс.
По подацима из 2011. године у општини је живело 176 становника, а густина насељености је износила 61,32 становника/km². Општина се простире на површини од 2,87 km². Налази се на средњој надморској висини од 165 метара.

## Демографија
| 1962. | 1968. | 1975. | 1982. | 1990. | 1999. | 2011. |
| ----- | ----- | ----- | ----- | ----- | ----- | ----- |
| 134   | 136   | 130   | 124   | 174   | 192   | 176   |

График промене броја становника у току последњих година